# Konrad II. (Minden)
Konrad von Wardenberg († 28. Mai 1295) war als Konrad II. von 1293 bis zu seinem Tod 1295 Fürstbischof von Minden.
Konrad entstammt dem Adelsgeschlecht von Warberg, die bei Warberg die Burg Warberg bzw. die Alte Burg Warberg als Stammsitz besaßen. Ihre Familie stellte einige hohe Geistliche, darunter beispielsweise im 15. Jahrhundert zwei Bischöfe von Halberstadt.